# Darwin-1
Darwin-1 ou DW-1 (chinois : 达尔文一号) est un lanceur léger réutilisable développé par la start-up chinoise Rocket Pi. La fusée, qui peut placer sur orbite basse 470 kilogrammes, doit effectuer son premier vol en 2023. Elle utilise des moteurs-fusées à ergols liquides brûlant un mélange de méthane et d'oxygène liquide développé par un nouveau motoriste chinois Jiuzhou Yunjian.

## Historique
Rocket Pi est une start-up chinoise fondée en 2020 par Cheng Wei et Zhuang Fengyuan, un professeur de Sciences de la vie dans l'espace à l’université Beihang. Son existence a été dévoilée en mars 2021. En juillet de la même année, elle a décroché un financement de plusieurs millions d’euros. Fin 2021, l’expérience biologique Sparkle-1 développée par Rocket Pi a été placée en orbite par une fusée suborbitale . Pour propulser ses fusées, elle s’est associée en 2021 au motoriste chinois Jiuzhou Yunjian, un nouvel entrant fondé en 2017 et basé à Pékin. La société développe le lanceur léger Darwin-1 et prévoit de produire par la suite un lanceur de puissance moyenne. Le premier vol de son lanceur Darwin-1 est prévu en 2023,.

## Caractéristiques techniques
DW-1 est un lanceur réutilisable de 53 tonnes haut de 27,2 mètres et d'un diamètre de 2,25 mètres. Il comporte deux étages propulsés par des moteurs-fusées à ergols liquides brûlant un mélange de méthane et d'oxygène liquide :
- Le premier étage est propulsé par un  moteur-fusée Lingyun-70  de 676 kiloNewtons de poussée (au niveau de la mer) avec une impulsion spécifique de 291 secondes
- Le deuxième étage est propulsé par un moteur-fusée Lingyun-10  de 122 kiloNewtons de poussée dans le vide avec une impulsion spécifique de 345 secondes.